# Піски (Васильків)
Піски — колишній населений пункт Васильківського району Київської області.

## Стислі відомості
Наприкінці XIX століття було передмістям Василькова, входило до складу Васильківської волості, утворювало Піщанське селянське товариство у складі: передмістя Піски, хуторів Деренин, Скорий, Деладначин. За даними 1900 року, в усьому сільському товаристві було 303 двори, мешкала 1951 особа (988 чоловіків та 963 жінки).
1890 року священник із Боярки Павло Кащинський одержав від Білоцерківської єпархіальної ради дозвіл на будівництво школи на Скорому хуторі. Школу будували місцеві майстри, вона мала вигляд звичайної сільської хати. 1892 року на новобудові з'явилась вивіска «Скоро-Хуторянська трикласна церковно-приходська школа». Навчання до революції 1917 року здійснювалося російською мовою. З 1918 року вона стає Піщанською трудовою школою.
З 1923 року, зі скасуванням повітового та волосного поділу, Піски стають окремим селом, центром Пісківської сільської ради у складі: села Піски, хуторів Деледівкин, Дерепин, Закаплицька Новоселиця та Скорин. Загалом налічувалося 650 дворів, мешкало 2364 особи. 1926 року безпосередньо у селі Піски налічувалося 144 двори, мешкала 771 особа. У хуторі Скорий - 141 двір, 721 особа, у хуторі Деледевчин - 92 двори, 473 особи, хуторі Дерепин - 109 дворів, 513 осіб.
У часи штучного винищення голодом померли голодною смертю десятки людей.
Дата приєднання до Василькова невідома. Але відбулося це до 1946 року.

## Школа
- 1890 рік — священник Павло Кащинський одержав дозвіл на будівництво школи на Скорому хуторі, який нараховував 475 дворів.
- 1892 рік — побудована Скоро-Хуторянська трикласна церковно-парафіяльна школа у вигляді сільської хати. До 2017 року навчання велося російською мовою.
- 1918 рік — назва змінена на Піщанську трудову школу. До 1920 року не працювала через Громадянську війну.
- 1927 рік — у школі працюють три учителі, відбувся перший випуск учнів 4 класу.
- 1929 рік — затвердження Піщанської семирічної школи-прогресивки (265 учнів), відкриття двох 5-х класів.
- 1930 рік — створено перший фізико-хімічний кабінет, працюють 9 учителів.
- 1937 рік — рішення загальних зборів колгоспу «Агроном» с. Піски про будівництво нової школи. Дерев'яна Васильківська семирічна школа № 4 збудована до 1 вересня.
- 1938 рік — перший випуск учнів 7 класу.
- 1941 рік — під час німецької окупації приміщення школи використовувалося як концтабір.
- 1943 рік, листопад — школа використовувалася радянськими військами як шпиталь.
- 1944 рік, лютий — початок навчального процесу; жовтень — випуск учнів. Зміна назви на Піщанську неповно-середню школу.
- 1949 рік — перейменування на Васильківську неповно-середню школу № 4.
- 1951 рік — затвердження середньої школи, відкриття 8-го класу для випускників «семирічки» та для дітей сусідніх сіл — Погребів, Бугаївки, Заріччя. Педагогічний колектив — 25 учителів.
- 1953—1954 рр. — кількість учнів складає 616 осіб. Школа першою в селі отримала електричне освітлення від власної електростанції.
- 1959 рік — перехід на 8-річну форму навчання (неповна середня школа до 1 вересня 1991 року).
- 1991 рік, 1 вересня — реорганізацію у Васильківську середню школу № 4.
- 2004 рік — створення НВО, відкриття однієї різновікової групи дитячого садка.
- 2009 рік — створення Васильківського навчально-виховного комплексу «Загальноосвітня школа І-ІІІ ступенів — дошкільний навчальний заклад» № 4 Васильківської міської ради Київської області.

Директор школи (з вересня 2002 року) — Нікіфорова Тамара Миколаївна.